# Cling Cling
"Cling Cling" is de tweede uitgebrachte single van de Japanse groep Perfume, van hun vijfde studioalbum Cosmic Explorer. Het is uitgebracht op 26 juli 2014 in Japan. De B-kant bevat het nummer "Hold your hand".

## Nummers
| Nr. | Titel                                                        | Duur |
| --- | ------------------------------------------------------------ | ---- |
| 1.  | Cling Cling                                                  |      |
| 2.  | Hold Your Hand                                               |      |
| 3.  | DISPLAY                                                      |      |
| 4.  | いじわるなハロー ("Ijiwaruna Hello")                         |      |
| 5.  | Cling Cling (original instrumental)                          |      |
| 6.  | Hold Your Hand (original instrumental)                       |      |
| 7.  | DISPLAY (original instrumental)                              |      |
| 8.  | いじわるなハロー ("Ijiwaruna Hello") (original instrumental) |      |

| Nr. | Titel                                          | Duur |
| --- | ---------------------------------------------- | ---- |
| 1.  | "Cling Cling" (video clip)                     |      |
| 2.  | "Cling Cling" (Teaser)                         |      |
| 3.  | "DISPLAY" (short version) (video clip)         |      |
| 4.  | "「Perfume FES!! 2014」3/15〜4/11ダイジェスト" |      |